# آسبیورن هالووشن
آسبیورن هالووشن (نروژی: Asbjørn Halvorsen; ۳ دسامبر ۱۸۹۸ – ۱۶ ژانویهٔ ۱۹۵۵) بازیکن و مربی فوتبال اهل نروژ بود.
وی همچنین برندهٔ جوایزی همچون نشان واسا شده‌است.
از باشگاه‌هایی که در آن بازی کرده‌است می‌توان به باشگاه فوتبال هامبورگ اشاره کرد.
وی همچنین در تیم ملی فوتبال نروژ بازی کرده‌است.